# Sant Ginèis de la Chalm
Saint-Genest-Lachamp és un municipi francès situat al departament de l'Ardecha i a la regió d'Alvèrnia-Roine-Alps. L'any 2007 tenia 101 habitants.

## Demografia

### Població
El 2007 la població de fet de Saint-Genest-Lachamp era de 101 persones. Hi havia 40 famílies de les quals 24 eren unipersonals (20 homes vivint sols i 4 dones vivint soles), 8 parelles sense fills i 8 parelles amb fills.
La població ha evolucionat segons el següent gràfic:
Habitants censats

### Habitatges
El 2007 hi havia 163 habitatges, 52 eren l'habitatge principal de la família, 110 eren segones residències i 1 estava desocupat. 154 eren cases i 9 eren apartaments. Dels 52 habitatges principals, 42 estaven ocupats pels seus propietaris i 10 estaven llogats i ocupats pels llogaters; 1 tenia una cambra, 6 en tenien dues, 11 en tenien tres, 20 en tenien quatre i 14 en tenien cinc o més. 9 habitatges disposaven pel capbaix d'una plaça de pàrquing. A 25 habitatges hi havia un automòbil i a 16 n'hi havia dos o més.

### Piràmide de població
La piràmide de població per edats i sexe el 2009 era:
| Homes | Edats   | Dones |
| ----- | ------- | ----- |
| 0     | 95 o +  | 0     |
| 0     | 90 a 94 | 0     |
| 4     | 85 a 89 | 0     |
| 4     | 80 a 84 | 0     |
| 8     | 75 a 79 | 4     |
| 12    | 70 a 74 | 8     |
| 4     | 65 a 69 | 0     |
| 0     | 60 a 64 | 4     |
| 0     | 55 a 59 | 0     |
| 0     | 50 a 54 | 0     |
| 4     | 45 a 49 | 8     |
| 0     | 40 a 44 | 0     |
| 4     | 35 a 39 | 0     |
| 8     | 30 a 34 | 0     |
| 8     | 25 a 29 | 4     |
| 0     | 20 a 24 | 0     |
| 0     | 15 a 19 | 0     |
| 0     | 10 a 14 | 0     |
| 4     | 5 a 9   | 4     |
| 4     | 0 a 4   | 0     |

## Economia
El 2007 la població en edat de treballar era de 62 persones, 37 eren actives i 25 eren inactives. De les 37 persones actives 33 estaven ocupades (20 homes i 13 dones) i 4 estaven aturades (4 dones i 4 dones). De les 25 persones inactives 14 estaven jubilades, 2 estaven estudiant i 9 estaven classificades com a «altres inactius».

### Ingressos
El 2009 a Saint-Genest-Lachamp hi havia 51 unitats fiscals que integraven 97 persones, la mediana anual d'ingressos fiscals per persona era de 11.352 €.

### Activitats econòmiques
Dels 2 establiments que hi havia el 2007, 1 era d'una empresa de comerç i reparació d'automòbils i 1 d'una empresa d'hostatgeria i restauració.
L'únic servei als particulars que hi havia el 2009 era un restaurant.
L'any 2000 a Saint-Genest-Lachamp hi havia 14 explotacions agrícoles que ocupaven un total de 657 hectàrees.

## Poblacions més properes
El següent diagrama mostra les poblacions més properes.